# Lewis Capaldi
Lewis Marc Capaldi  (født 7. oktober 1996) er en skotsk singer-songwriter og musiker.  I marts 2019 toppede hans single "Someone You Loved" (2018) UK Singles Chart, hvor den lå i syv uger, og i november 2019 lå som nummer et på US Billboard Hot 100; den blev nomineret til den 62. Grammy Awards i kategorien "Årets sang" og den vandt prisen som "Årets sang" ved Brit Awards i 2020. "Someone You Loved" var den bedst sælgende single fra 2019 i Storbritannien. I maj 2020 blev det annonceret, at Capaldis sang "Someone You Loved" var blevet den længstvarende top 10 britiske single nogensinde af en britisk kunstner. 
Den 17. maj 2019 udgav han sit debutalbum, Divinely Uninspired to a Hellish Extent, som lå som nummer et af UK Albums Chart i seks uger. Albummet blev senere annonceret til at være det bedst sælgende album i 2019 og 2020 i Storbritannien. Hans andet album Broken by Desire to Be Heavenly Sent (2023) blev ført an af singlen "Forget Me ", udgivet i 2022.

## Diskografi
- Divinely Uninspired to a Hellish Extent (2019)
- Broken by Desire to Be Heavenly Sent (2023)

## Eksterne links
- Officiel hjemmeside
- Lewis Capaldi på Instagram
- Lewis Capaldi på Internet Movie Database (engelsk)
- X-bruger: @LewisCapaldi
- Lewis Capaldi Profile on Agent Site Arkiveret 3. august 2020 hos  Wayback Machine